# Methanomicrobiaceae
Famille
Genres de rang inférieur
- Methanoculleus
- Methanogenium
- Methanolacinia
- Methanomicrobium
- Methanoplanus

Les Methanomicrobiaceae sont une famille d'archées de l'ordre des Methanomicrobiales. 